# Родионово (Ленинградская область)
Родио́ново — деревня в Вознесенском городском поселении Подпорожского района Ленинградской области.

## История
Деревня входила в состав большого села Юксовичи.

ОЛЬХОВСКАЯ (РОДИОНОВСКАЯ) — деревня при колодцах, число дворов — 8, число жителей: 30 м. п., 31 ж. п.;
 
КИШКОВСКОЕ (ЮКСОВСКИЙ ПОГОСТ) — село при колодцах, число дворов — 7, число жителей: 25 м. п., 20 ж. п.; Церковь православная . (1873 год)

РОДИОНОВСКАЯ (ОЛЬХОВСКАЯ тож РОДИОНОВА) — деревня Юксовского сельского обществапри озере Юксовском, население крестьянское: домов — 20, семей — 18, мужчин — 55, женщин — 56; лошадей — 12, коров — 33, прочего — 72.

ЮКСОВСКИЙ ПОГОСТ — погост Юксовского общества при озере Юксовском, население некрестьянское: домов — 8, семей — 2, мужчин — 4, женщин — 5; лошадей — 2, коров — 4, прочего — 4. Школа . (1905 год)

В конце XIX — начале XX века деревня административно относилась к Юксовской волости 3-го стана Лодейнопольского уезда Олонецкой губернии.
С 1917 по 1921 год деревня входила в состав Юксовского сельсовета Юксовской волости Лодейнопольского уезда Олонецкой губернии.
С 1922 года в составе Вознесенской волости Ленинградской губернии.
С 1927 года в составе Вознесенского района.
Согласно карте Ленинградской области Северо-западного аэрогеодезического треста ГГУ издания 1932 года деревня насчитывала 8 крестьянских дворов, в деревне находилась мукомольная водяная мельница.
По данным 1933 года деревня называлась Родионова и входила в состав Юксовского сельсовета Вознесенского района Ленинградской области.
Согласно областным административным данным деревня Родионова была частью большой деревени Юксовичи, куда кроме неё входили ещё деревни Кишковщина, Подневолок и Ольховская.
- Деревня Родионово на карте РККА 1940 года

С 1 сентября 1941 года по 31 мая 1944 года деревня находилась в финской оккупации.
С 1954 года в составе Подпорожского района.
В 1961 году население деревни составляло 201 человек.
С 1963 года в составе Лодейнопольского района.
С 1965 года вновь в составе Подпорожского района.
По данным 1966 года в составе Юксовского сельсовета находились две соседних деревни Родионово, 1973 года — одна.
В 1971 году деревни Родионово и Кишковщина  были объединены в один населённый пункт — деревню Родионово.
По данным 1990 года в деревне Родионово проживали 100 человек. Деревня являлась административным центром Юксовского сельсовета, в который входили 3 населённых пункта: деревни Конец, Родионово и Соболевщина, общей численностью населения 183 человека.
В 1997 году в деревне Родионово Вознесенского поссовета проживали 88 человек, в 2002 году — 92 человека (русские — 92 %).
В 2007 году в деревне Родионово Вознесенского ГП проживало 56 человек.

## География
Деревня расположена в северо-восточной части района к северу от автодороги А215 (Лодейное Поле — Брин-Наволок).
Расстояние до административного центра поселения — 37 км.
Расстояние до ближайшей железнодорожной станции Подпорожье — 101 км.
Деревня находится на восточном берегу Юксовского озера.

## Демография
| 2007 | 2010 | 2017 |
| ---- | ---- | ---- |
| 56   | ↘48  | ↘43  |

### Национальный состав
Согласно данным Всероссийской переписи населения 2021 года в деревне проживали 29 человек, из них:
 русские — 28, белорусы — 1 человек.

## Улицы
Георгиевская, Озёрная, Сиреневый переулок, Тихий переулок.

## Достопримечательности
- Церковь Георгия Победоносца, 1522 года постройки, деревянная, клетская, отреставрирована[19].
- Церковь Сретения Господня, 1864 года постройки, деревянная, престолы:Сретения Господня, Афанасия Великого, Казанской иконы Божией Матери, отремонтирована, действующая[20].
- Александро-Свирский монастырь. Георгиевский скит, основан в 2006 году, деревянный, действующий[21].

- Церковь св. Георгия Победоносца
- Сретенская церковь
- Церковь Георгия Победоносца и новый скит

## Фото
- Панорама Юксовского озера из деревни Родионово